# Eightsovo pobřeží

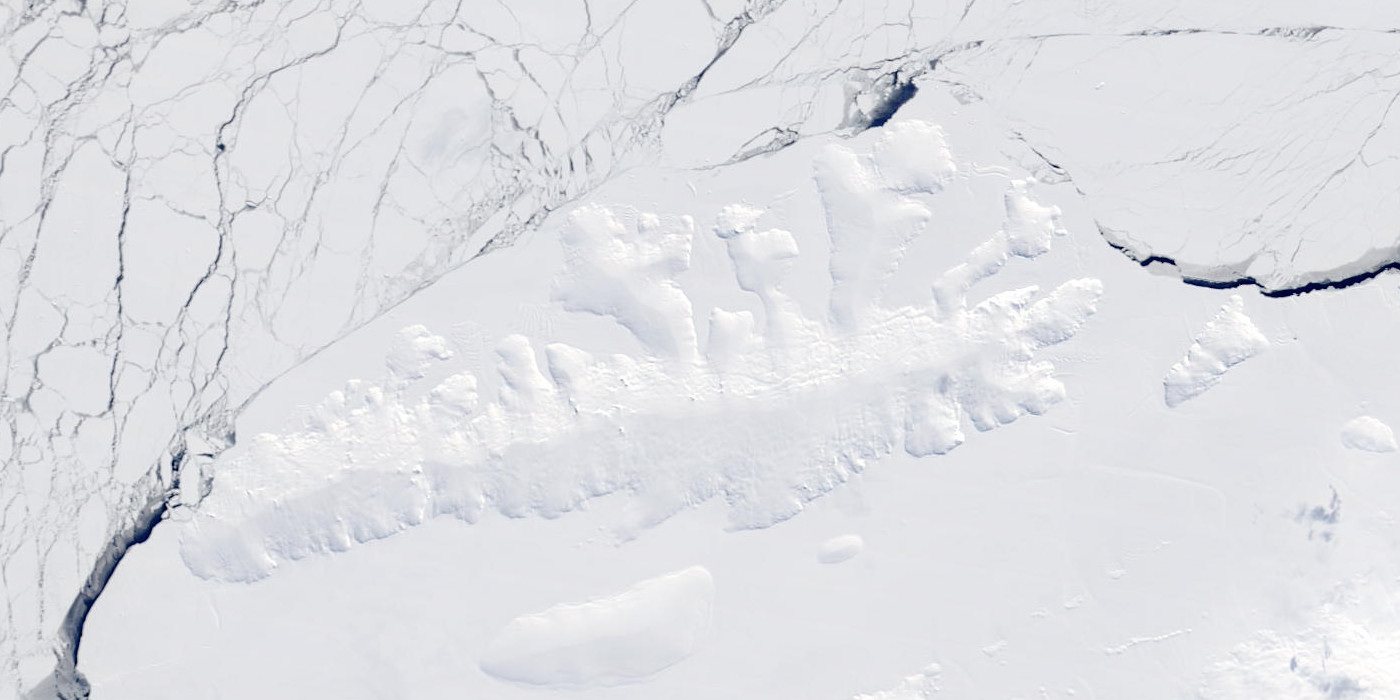
Zátoka Pine Island se zařezává do Walgreenova (vlevo) a Eightsova (vpravo) pobřeží

Eightsovo pobřeží je část pobřeží Západní Antarktidy mezi mysy Waite a Pfrogner. Je součástí Ellsworthovy země a rozléhá se mezi 103°24' and 89°35' západní délky.

## Popis a pozorování
Směrem na západ od něj se nachází Walgreenovo pobřeží, na východě na ně navazuje pobřeží Bryanovo. V rámci šelfového ledovce sousedí s Thurstonovým ostrovem a většinu jeho délky omývá Bellingshausenovo moře, které od něj odděluje Abbotův šelfový ledovec.
Většinu území Eightsova pobřeží si nenárokuje žádný stát, pouze na východě hraničí s chilským sektorem a 450 km směrem na sever má pak na neobydleném sopečném ostrově Petra I. kolonii Norsko.
Území bylo poprvé pozorováno příslušníky Antarktické služby USA během letů uskutečněných z americké lodi Bear v únoru 1944. Podrobně pak bylo popsáno Geologickým průzkumem Spojených států a z fotografií Amerického námořnictva v letech 1960–66.
Pobřeží získalo jméno po Jamesu Eightsovi (1798–1882), americkém lékaři, vědci a umělci, který byl členem výpravy Exploring Expedition of 1830 a jako první popsal geologii Antarktidy a objevil tam první fosilie. Díky svým pozorováním v roce 1833 Eights vydal pozoruhodně přesné popisy a závěry ohledně přírodních jevů v oblasti.